# Fenglin Linchang (bondby i Kina, Heilongjiang Sheng, lat 47,42, long 129,73)
Fenglin Linchang (kinesiska: 丰林林场) är en bondby i Kina. Den ligger i provinsen Heilongjiang, i den nordöstra delen av landet, omkring 300 kilometer nordost om provinshuvudstaden Harbin. Antalet invånare är 887. Befolkningen består av 444 kvinnor och 443 män. Barn under 15 år utgör 7,0 %, vuxna 15-64 år 78 %, och äldre över 65 år 14,0 %.
Runt Fenglin Linchang är det ganska glesbefolkat, med 40 invånare per kvadratkilometer. Närmaste större samhälle är Xiaokunlun Linchang, 18,2 km väster om Fenglin Linchang. I omgivningarna runt Fenglin Linchang växer i huvudsak blandskog.
Genomsnittlig årsnederbörd är 1 032 millimeter. Den regnigaste månaden är juli, med i genomsnitt 231 mm nederbörd, och den torraste är januari, med 8 mm nederbörd.